# Eleutherius Winance
Éleuthère "Eleutherius" Joseph Winance (ook bekend als Father Eleutherius) (Bergen, 10 juli 1909 – Lancaster (Californië), 15 augustus 2009) was een Belgische monnik, missionaris, filosoof en theoloog. Hij was actief in China en in de Verenigde Staten en was een aanhanger van het thomisme.

## Levensloop

### Studies
Winance ging naar het jezuïetencollege van zijn geboortestad Bergen en trad in 1927 binnen in het noviciaat van de Sint-Andriesabdij van Zevenkerken in Brugge. Hij werd in 1929 geprofest als benedictijner monnik.
Aan het Hoger Instituut voor Wijsbegeerte van de Universiteit van Leuven behaalde Winance in 1934 zijn doctoraat in de filosofie met een proefschrift over Ludwig Babenstuber (1660-1726), een benedictijner filosoof en theoloog die kanselier was van de Universiteit van Salzburg.

### Winance in China
Winance werd op 28 juli 1935 tot priester gewijd en werd door zijn abt Théodore Nève naar China gezonden. De Sint-Andriesabdij had er in de buurt van de stad Nanchong in de provincie Sichuan in 1929 een klooster opgericht. Het eerste jaar in China hield Winance zich onledig met het aanleren van de Chinese taal en cultuur. In 1937 werd in het nieuw opgerichte bisdom Nanchong een seminarie geopend en Winance doceerde er filosofie en theologie.
Gedurende de Tweede Chinees-Japanse Oorlog (1937-1945) raakten de kloosterlingen geïsoleerd. In 1942 werd het seminarie en het klooster noodgedwongen gesloten en verhuisde de orde naar Chengdu waar zij een instituut voor Chinese en westerse culturele studies openden.
Chengdu, het laatste bolwerk van de Chinese nationalisten viel op kerstdag 1949 in handen van de communisten van Mao Zedong. Het instituut van de benedictijnen werd gesloten en de bijna 10.000 boeken die de bibliotheek inmiddels bevatte, werden geconfisqueerd. Winance en zijn orde werden verplicht om marxistische indoctrinatiesessies en heropvoedingsprogramma's te volgen. In 1958 zou Winance over deze brainwashpraktijken een boek schrijven. De benedictijnen werden in 1952 beschuldigd van lidmaatschap van het Marialegioen dat in de ogen van de communisten een opruiende organisatie was. Onder begeleiding werden ze per trein naar Hong Kong gebracht.

### Winance in de Verenigde Staten
Eens terug in Brugge werd Winance naar Rome gezonden om er filosofie en theologie te gaan doceren aan het Pauselijk Athenaeum Sant'Anselmo, de internationale hogeschool van de benedictijnen. Hij gaf er les tot in 1956.
Dat jaar werd hij naar Saint John's University in Collegeville (Minnesota) gezonden waar hij zijn leeropdracht vervolgde. Ondertussen hadden de benedictijnen de toestemming gekregen om het in China opgerichte en door de communisten gesloten Sint-Andriesklooster in het Californische Valyermo te vestigen. In 1961 verliet Winance Minnesota en vestigde zich in het nieuwe klooster waar hij noviceleider werd.
Vanaf 1963 gaf hij de vakken Metafysica, Moraal, Middeleeuwse filosofie en Geschiedenis van de filosofie aan de Claremont Graduate University en bleef dit doen tot op 92-jarige leeftijd in 2001. Ondertussen was hij door zijn oversten in 1974 naar Bangalore in India en in 1980 en 1984 naar Lubumbashi in Congo gezonden voor kortere leeropdrachten. Na het stoppen van zijn leeropdrachten bracht hij zijn tijd door in het klooster, dat in 1992 was verheven tot abdij, met het lezen van missen, het preken en het lezen en schrijven van boeken. Hij was tevens aalmoezenier van de gevangenis van Lancaster.
Op 13 augustus 2009, een maand na zijn honderdste verjaardag, kreeg hij een hartaanval na het lezen van de mis in een rusthuis. Hij stierf twee dagen later aan de gevolgen ervan.

## Werken (selectie)
- (fr)  Notes sur l'abstraction mathématique selon saint Thomas, Leuven, 1955
- (fr)  L'essence divine et la connaissance humaine dans le commentaire sur les Sentences de saint Thomas, Leuven, 1957
- (en)  The Communist Persuation. A Personal Experience of Brainwashing, New York, 1958
- (fr)  Echo de la querelle du psychologisme et de l'anti-psychologisme dan l'"Ars logica" de Jean Poinsot, Berlijn, 1985
- (fr)  Questions d'épistémologie, Quebec, 2002
- (fr)  A propos de Dieu, Quebec, 2004
- (fr)  Instants phlosophiques, Quebec, 2007